# 다마나정
다마나정(일본어: 玉名町)은 일본 구마모토현 다마나군에 설치되었던 정이다. 

## 참고 문헌
- 角川日本地名大辞典編纂委員会, 『角川日本地名大辞典 43 熊本県』1987, 角川書店